# Matilda Gelhaar

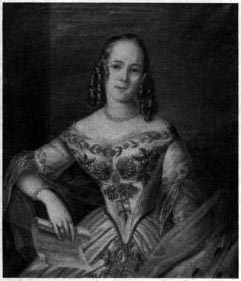
Matilda Gelhaar

Matilda Fredrika Gelhaar, auch Mathilda Fredrika Gelhaar, geborene Matilda Fredrika Ficker, (3. September 1814 in Stockholm – 24. April 1889 ebenda) war eine schwedische Opernsängerin (Koloratursopran).

## Leben
Gelhaar wurde in Stockholm von Isaak Berg unterrichtet. 1834 debütierte sie an der Stockholmer Oper und blieb dort bis zu ihrem Abgang von der Bühne 1858.
Besonders bekannt war wie für ihre Rollen aus dem Fach des Koloratursoprans, weil sie diese mit einer ungewöhnlichen Tonhöhe ihrer Stimme und einer meisterhaften Beherrschung der Gesangstechnik verbinden konnte. 1837 wurde ihr der Titel einer schwedischen Hofsängerin verliehen.
Ihre Tochter Wilhelmina Gelhaar (1837–1923) wurde ihre ebenso bekannte Nachfolgerin wie sie selber an der Oper Stockholm.